# St. Peter (Orsbach)

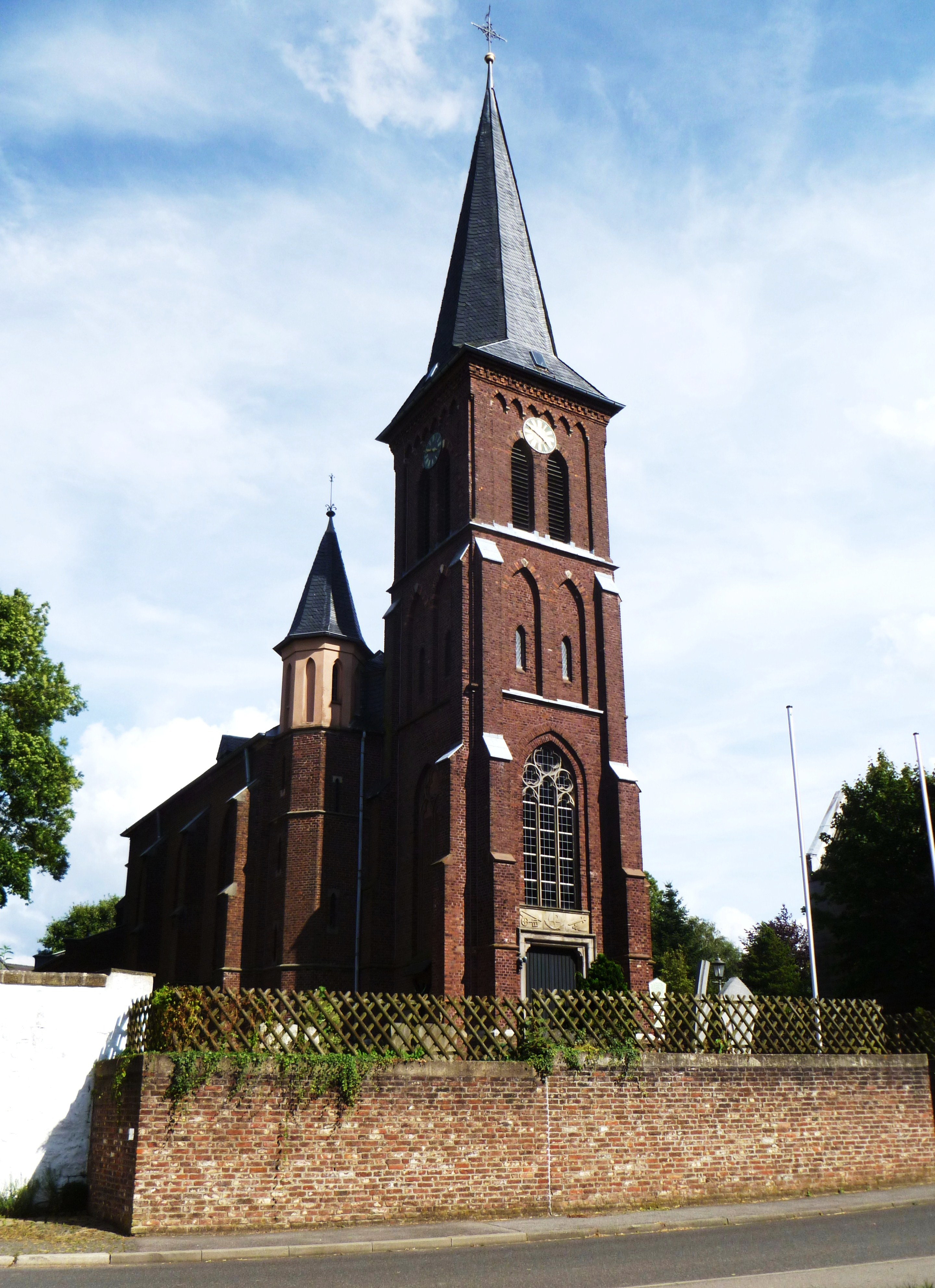
St. Peter

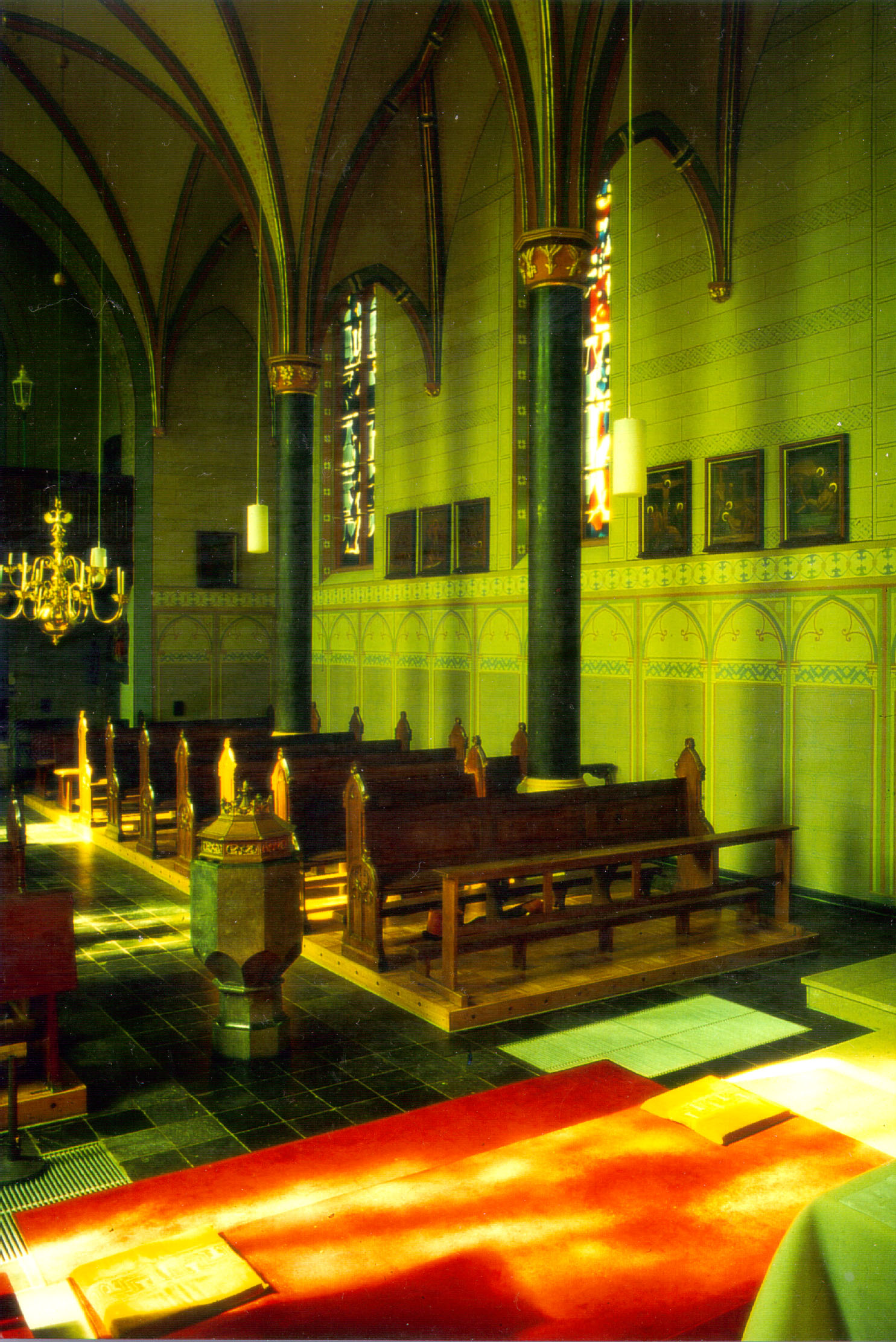
Innenraum

St. Peter ist eine Pfarrkirche in Orsbach, einem Ortsteil in Aachen im Stadtbezirk Laurensberg. Die Pfarrei ist der Gemeinschaft der Gemeinden (GdG) Aachen-Nordwest angeschlossen, zu der auch die Kirchen St. Heinrich in Horbach, St. Laurentius in Laurensberg, St. Martinus in Richterich, St. Konrad in Vaalserquartier und St. Sebastian in Aachen gehören.

## Geschichte

### Vorgängerbau
Seit dem Mittelalter gab es in Orsbach eine romanische Kapelle. Diese bestand aus Bruchstein und hatte ein Schieferdach und einen Turm, der aber schon sehr früh als baufällig galt. Nach den Kirchenbüchern war der Kirchenraum etwa 12 mal 7 Meter groß, der Chorraum etwa 7 mal 5 Meter. Da die noch erhaltene älteste Glocke auf das Jahr 1250 datiert ist, kann man davon ausgehen, dass der Ursprung der Kapelle in dieser Zeit liegt. Im Hauptlehnsregister des Schleidener Lehens von 1320 wird die Kapelle erstmals als kirch benannt. 1433 erhielt die Kapelle, die St. Peter und Paul geweiht war, eine zweite Glocke, die Petrusglocke.
In den Jahren 1804 bis 1806 wurde aus der Gemeinde ein selbständiger Pfarrbezirk innerhalb des neu gegründeten Bistums Aachen. 1840 wurde die Kapelle zur Pfarrkirche erhoben. Da der Bau inzwischen sehr marode war, wurde 1863 die Bruchsteinkapelle abgerissen und durch eine neue Backstein-Hallenkirche unmittelbar neben dem alten Standort ersetzt.

### Pfarrkirche
Die Grundsteinlegung für die neue Kirche war am 14. April 1863. Bereits ein Jahr später, am 25. Juni 1864, wurde die Kirche St. Peter eingesegnet. Der dreischiffige, neugotische Bau war nach den Plänen des Baumeisters Vincenz Statz aus Köln entstanden. Auch der 37 Meter hohe Turm, der erst 1874 angebaut wurde, und die zwei Treppentürmchen waren von Statz entworfen.
Anfang der 1950er Jahre erhielt die Kirche neue Holzaltäre, Predigtstuhl und Kommunionbank aus schwarzem Marmor. 1968 wurden im Kirchenschiff neue Fenster eingesetzt. Sie wurden von dem Künstler Theo Heimann gestaltet. Von 1989 bis 1992 wurden im Innenraum die ursprünglichen Malereien, die man  zwischenzeitlich überdeckt hatte, wiederhergestellt und restauriert.

## Kirchenschatz
Bischof Marc-Antoine Berdolet hat der Kirche eine spätgotische Turmmonstranz aus dem Jahr 1516 geschenkt. Sie stammt aus dem Antoniterkloster in Köln.